# 禮文機場
禮文機場（日语：／ Rebun kūkō */?）是位於北海道禮文郡禮文町（禮文島）。根據日本空港整備法被分成地方管理機場。2009年起停用，僅供急病患者等緊急運送使用。

## 概要
- 日本最北的機場。
- 有機場前的禮文島，如果因天氣惡劣而渡輪停開的話，禮文島便沒有交通工具對外。因此，居民認為要盡快建設機場。

## 歷史
- 1978年6月：機場啟用
- 2003年3月：取消航線往稚內機場。
- 2009年4月9日：停用機場。

## 航空公司與航點
- 曾有往來於稚內機場的航班，但於2003年起停航。
- 現在沒有定期班次，只有緊急運輸等。

## 如何前往
- 曾有宗谷巴士到達航站。不過，現在只能搭乘出租車到達。
- 由禮文町船泊分所徒步需時35分鐘。

## 外部連結
- 禮文機場介紹（日語）